# 14 avril dans les chemins de fer
14 mars 14 mai
Chronologies thématiques
- Croisades
- Sports
- Disney

Cette page concerne les événements qui se sont déroulés un 14 avril dans les chemins de fer.

## Événements

### XXesiècle
- 1992. Espagne : inauguration de l'AVE entre Madrid-Atocha et Séville-Santa Justa (471 km).
- 1999. Japon : le prototype du train japonais à sustentation magnétique Maglev atteint 552 km/h sur la piste expérimentale  de Yamanashi.

### XXIesiècle
- 2006. Venezuela : des officiels vénézuéliens ont signé un contrat de 2,2 milliards de dollars avec un consortium d'entreprises italiennes pour la construction de deux nouvelles lignes.